# Université hindoue de Bénarès

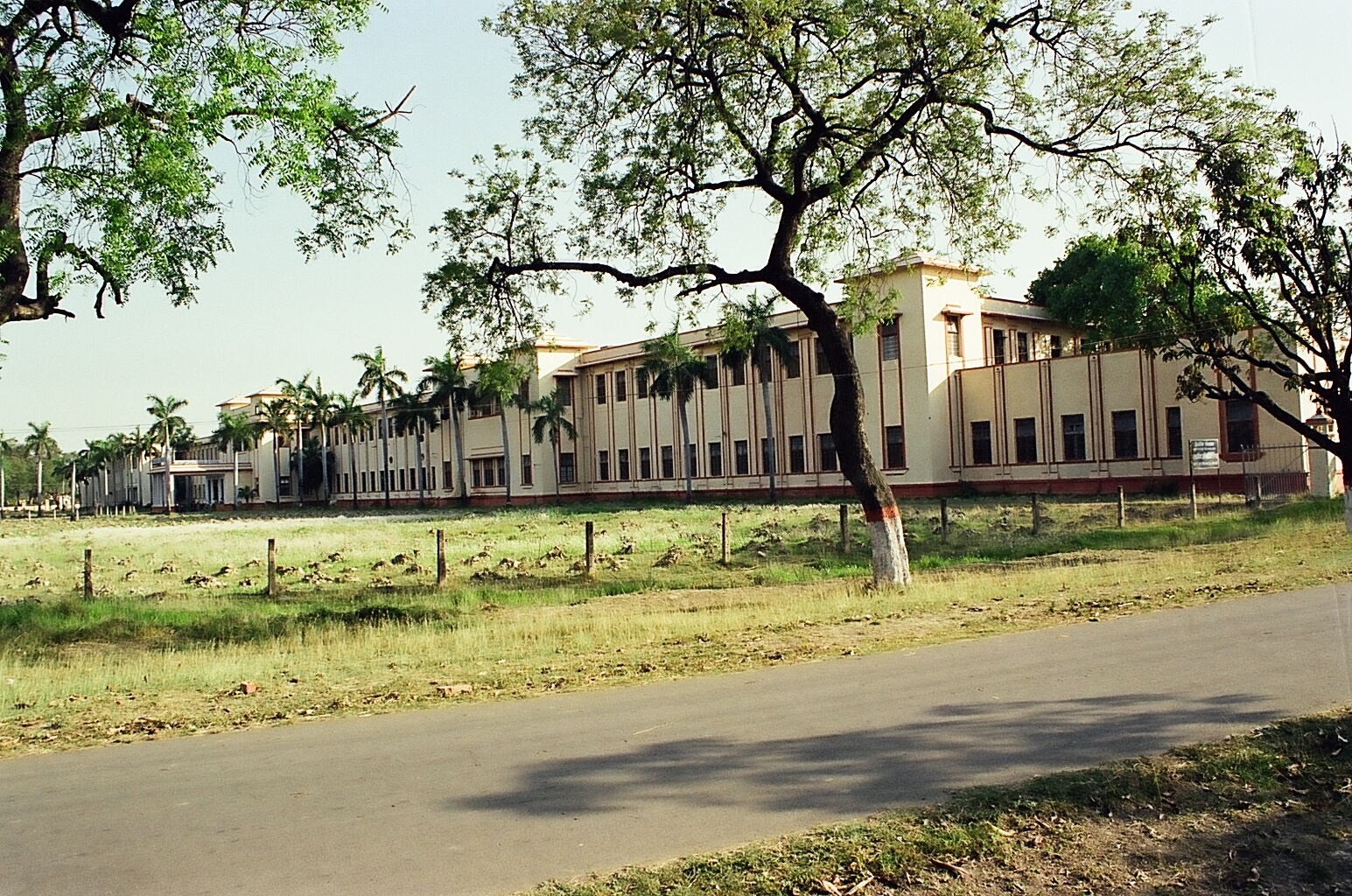
Le département de génie chimique.

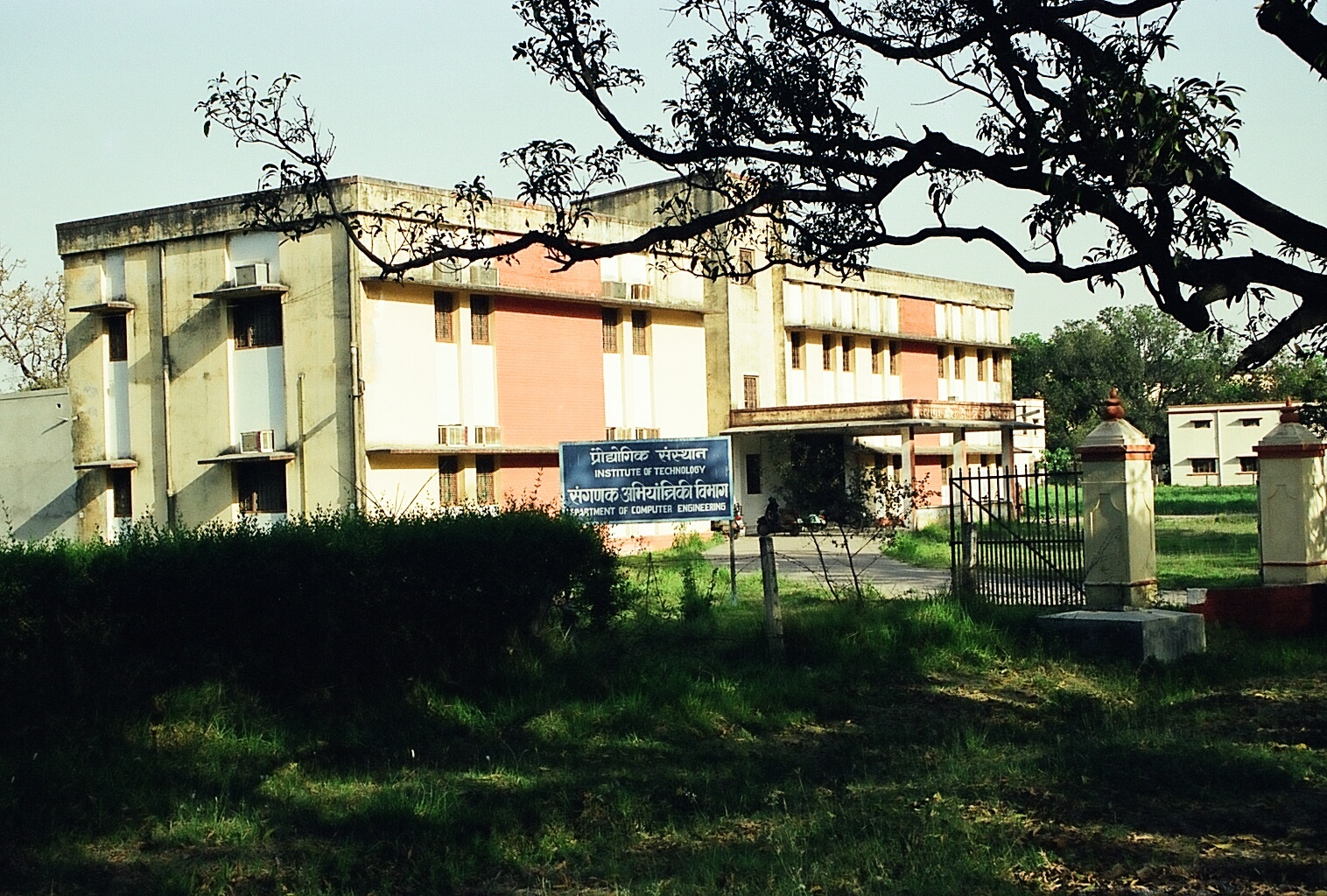
Le département d'informatique.

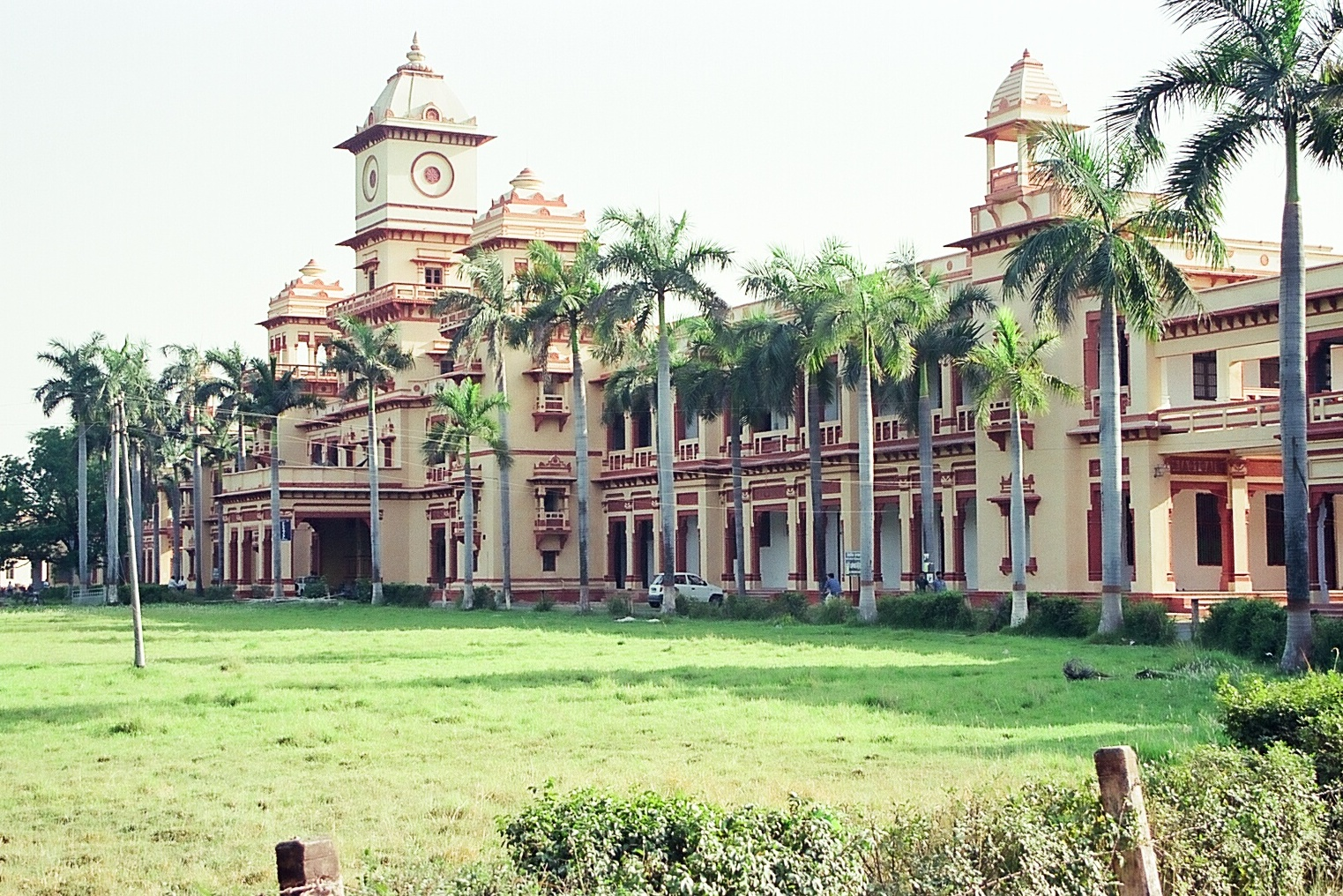
Le département de génie électrique.

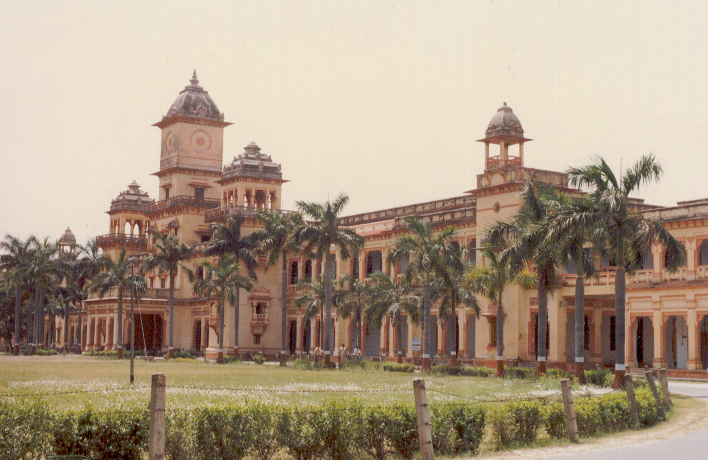
Le bâtiment principal.

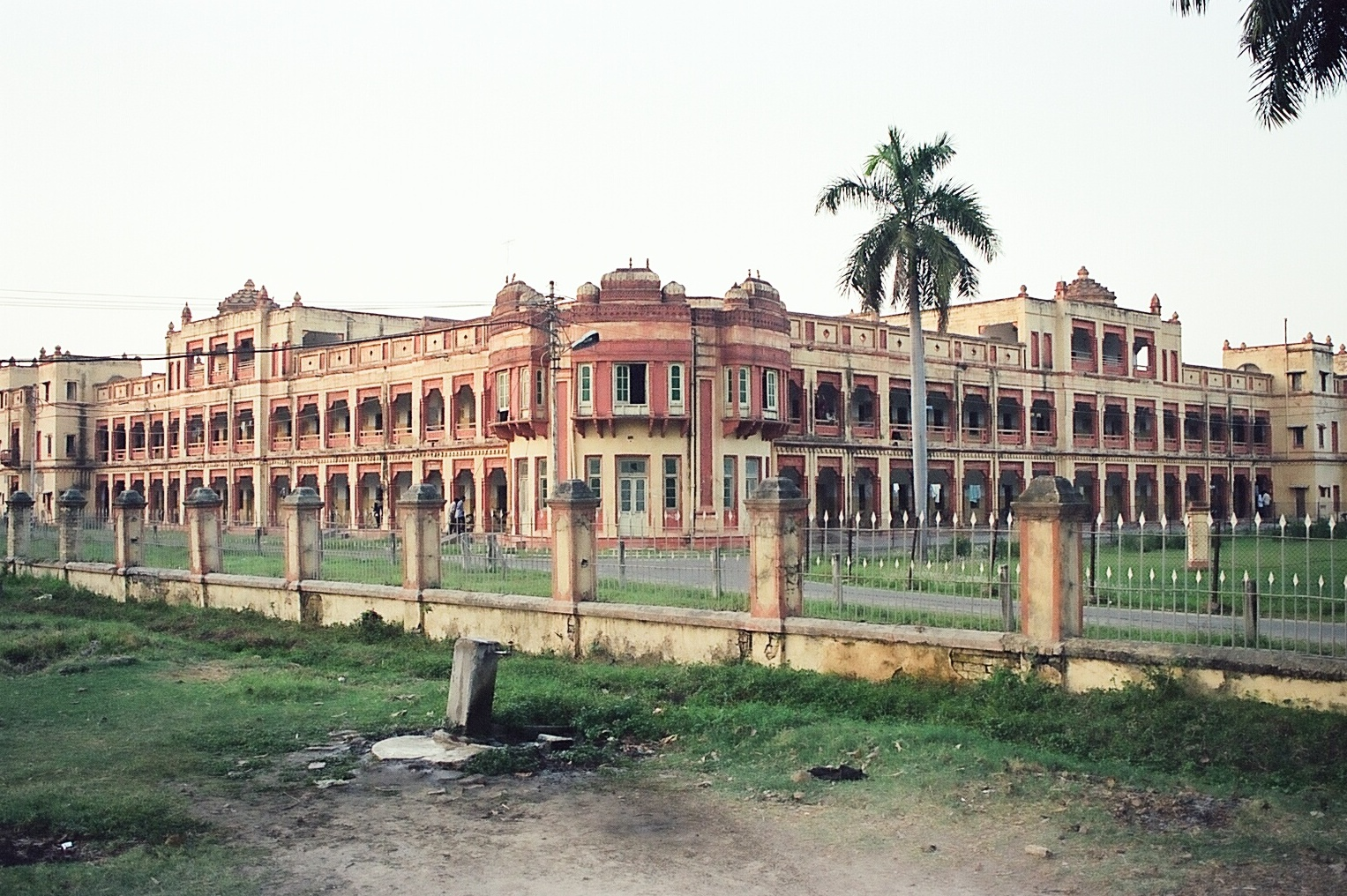
Une résidence étudiante.

L'université hindoue de Bénarès (काशी हिन्दू विश्वविद्यालय ou Banaras Hindu University) est une université centrale indienne située à Varanasi.

## Présentation
L'université est fondée en 1916 par Madan Mohan Malaviya et Annie Besant autour du noyau formé par le Central Hindu College.
Avec plus de 20 000 étudiants, BHU est l'une des universités résidentielles les plus importantes d'Asie,
Son campus principal d'une superficie de 5,3 km2 est construit sur un terrain donné par l'État de Bénarès.
Le campus méridional Rajiv Gandhi d'une superficie de 11 km2 héberge le centre des sciences agricoles Krishi Vigyan Kendra est il est situé à Barkachha dans le District de Mirzapur, à 60 km de Bénarès. 
L'université prévoit aussi d'ouvrir un campus au Bihar.
La BHU est composée de 4 instituts et de 14 facultés soit plus de 140 départements.
Ses 20 000 étudiants ont plus de 34 nationalités.
Plusieurs collèges de la BHU dont l'IIT-BHU, l'IAS-BHU, l'IMS-BHU sont classés parmi les meilleurs de l'Inde.

## Facultés

### Faculté des arts
C'est la plus ancienne faculté du campus. Elle est installée dans les bâtiments de l'ancien Central Hindu College fondé en 1898.

## Musée
Le Bharat Kala Bhavan Museum (en) est un musée consacré aux arts indiens, rattaché à l'université.

## Astrologie
En Inde, l'astrologie est au programme dans toutes les universités, et dans ce domaine, c'est celle de Bénarès qui fait autorité. Elle est la seule du pays à proposer un cursus menant au doctorat, après huit ans d'études. En réalité, la matière enseignée n'est pas l'astrologie stricto sensu, mais le Jyotish, « la science des lumières célestes », un terme qui remonte aux Védas - les textes fondateurs de l'hindouisme. Le Jyotisha mêle astrologie et astronomie.